# Polk Salad Annie
Polk Salad Annie är en låt skriven 1968 av den amerikanske musikern Tony Joe White. Låten blev 1969 hans första och största hit. Den handlar om en tuff tjej som bor nere i Louisiana. White inspirerades att skriva låten efter att ha hört "Ode to Billie Joe" av Bobbie Gentry. Han kom då underfund med att han ville skriva låtar om saker som han visste något om. Fattigmansmat gjord på skott från kermesbär (polk salad) var en sådan sak.  Låten återfinns på Whites debutalbum Black and White.
Även Elvis Presley har spelat in denna låt. I Storbritannien var det Presleys version som blev en hit. Den nådde plats 23 på singellistan 1973.

## Listplaceringar
| Lista (1969) | Position              |
| ------------ | --------------------- |
| Australien   | 8 (Go Set)            |
| Kanada       | 10 (RPM)              |
| USA          | 8 (Billboard Hot 100) |